# Zizeeria knysna
Zizeeria knysna (Trimen, 1862) è un lepidottero appartenente alla famiglia Lycaenidae.

## Descrizione
- Apertura alare del maschio: 10–12 mm.

## Distribuzione e habitat
- Diffusione: Portogallo meridionale, Africa settentrionale, Sicilia, Creta.
- Habitat: luoghi umidi.

## Biologia
- Periodo di volo: da aprile ad agosto.

### Alimentazione
- Cibo delle larve: Oxalis spp., Medicago spp.